# هارون سبرينغر
هارون سبرينغر (بالإنجليزية: Aaron Springer)‏ هو رسام رسوم متحركة وكاتب سيناريو أمريكي، ولد في 5 سبتمبر 1973 في الولايات المتحدة.

## وصلات خارجية
- هارون سبرينغر على موقع IMDb (الإنجليزية)
- هارون سبرينغر على موقع ألو سيني (الفرنسية)
- هارون سبرينغر على موقع ميوزك برينز (الإنجليزية)
- هارون سبرينغر على موقع أول موفي (الإنجليزية)
- هارون سبرينغر على موقع قاعدة بيانات الأفلام السويدية (السويدية)
- هارون سبرينغر على موقع قاعدة بيانات الفيلم (الإنجليزية)
- هارون سبرينغر على موقع كينوبويسك (الروسية)